# NGC 1502
NGC 1502  è un piccolo ammasso aperto di settima magnitudine formato da circa 45 stelle, situato nella costellazione della Giraffa.

## Osservazione

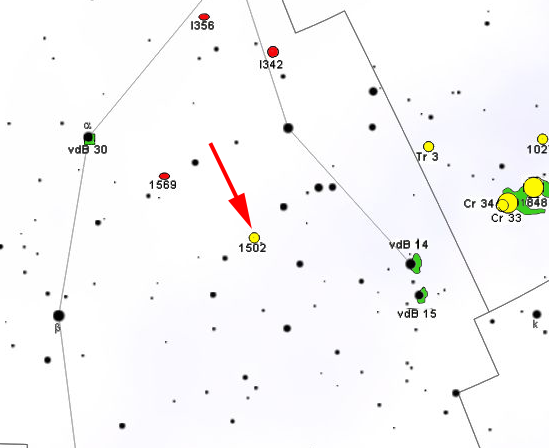
Mappa per individuare NGC 1502.

Si individua nella parte meridionale della costellazione in una regione povera di stelle appariscenti e fortemente oscurata da polveri interstellari; costituisce l'estremità sudorientale della Cascata di Kemble, un lungo allineamento di stelle ben visibile con un binocolo. Attraverso questo strumento l'ammasso appare come un piccolo e fitto addensamento di stelle azzurre di magnitudine 7 e 8, circondate da un'apparente nebulosità; un telescopio da 100mm è già sufficiente per risolverlo in alcune stelle ravvicinate fino alla magnitudine 12, senza lasciare traccia di nebulosità residua. Con strumenti ancora più grandi la risoluzione è ottimale e le componenti, spesso disposte in coppia, sono ben distaccate fra loro.
La declinazione fortemente settentrionale di quest'ammasso favorisce notevolmente gli osservatori dell'emisfero nord e si presenta circumpolare fino alle latitudini prossime ai tropici; dall'emisfero australe la sua osservazione risulta dunque penalizzata ed è impossibile allontanandosi dalla fascia tropicale. Il periodo migliore per la sua osservazione nel cielo serale è quello compreso fra ottobre e marzo.

## Storia delle osservazioni
NGC 1502 venne individuato per la prima volta da William Herschel il 3 novembre del 1787 attraverso un telescopio riflettore da 18,7 pollici; egli lo descrisse come un ammasso di stelle piuttosto ricco e notevolmente denso, di forma un po' allungata. Suo figlio John Herschel lo riosservò in seguito e lo inserì poi nel suo General Catalogue of Nebulae and Clusters col numero 802.

## Caratteristiche
NGC 1502 è molto giovane, con appena 11 milioni di anni. È formato da almeno 19 componenti di magnitudine più luminosa della 11, la più brillante delle quali è SZ Camaleopardis, una variabile a eclisse situata al centro dell'ammasso. Si ritiene che anche la supergigante blu α Camelopardalis in origine fosse un membro dell'ammasso, ma poi sarebbe stato espulso da esso, diventando una stella fuggitiva. L'ammasso si trova alla distanza di 821 parsec (3400 anni luce) e ricade sul bordo esterno del Braccio di Orione.
Le sei componenti più brillanti dell'ammasso sono di classe spettrale B3 o più calde; fra queste, le due stelle più luminose sono binarie spettroscopiche e formano assieme ad alcune compagne più deboli il sistema stellare ADS 2984.
Si ritiene che NGC 1502 appartenga a Camelopardalis OB1, un'associazione OB la cui età deve essere stimata con maggiore accuratezza, ma che sembra aggirarsi sugli 11 milioni di anni al massimo; in particolare, quest'ammasso appartiene al sottogruppo Cam OB1-C. Le dimensioni totali dell'associazione, tenendo conto di una distanza media pari a 1000 parsec, sono pari a circa 70-90 parsec, un diametro abbastanza tipico per un'associazione OB. A Cam OB1 sono legate diverse nebulose, fra le quali la regione H II Sh2-205 e le nebulose a riflessione vdB 14 e vdB 15.